# Aedes tonkingi
Aedes tonkingi är en tvåvingeart som beskrevs av Gebert 1948. Aedes tonkingi ingår i släktet Aedes och familjen stickmyggor.
Artens utbredningsområde är Mauritius. Inga underarter finns listade i Catalogue of Life.